# Струпенка (приток Шелони)
Струпенка — река в России, протекает по Шимскому району Новгородской области. Устье реки находится в 18 км от устья Шелони по левому берегу. Длина реки составляет 35 км, площадь водосборного бассейна — 210 км².
На берегу реки стоят деревни Менюша и Шарок Медведского сельского поселения, ниже деревни Маковище и Теребутицы Шимского городского поселения(бывшего Медведского сельского поселения.

## Данные водного реестра
По данным государственного водного реестра России относится к Балтийскому бассейновому округу, водохозяйственный участок реки — Шелонь, речной подбассейн реки — Волхов. Относится к речному бассейну реки Нева (включая бассейны рек Онежского и Ладожского озера).
Код объекта в государственном водном реестре — 01040200412102000025059.

## Топографические карты
- Лист карты O-36-50 Менюша. Масштаб: 1 : 100 000. Состояние местности на 1981 год. Издание 1991 г.
- Лист карты O-36-62 Шимск. Масштаб: 1 : 100 000. Состояние местности на 1981 год. Издание 1991 г.